# Матич, Тияна
Тияна Матич (серб. Тијана Матић, 22 февраля 1996) — сербская футболистка, полузащитница российского клуба «Крылья Советов».
Карьеру начала за "Црвена Звезда"en, позднее за "Спартак"en. В 2021-22 гг. выступала в команде Рязань-ВДВ. С января 2023 года по декабрь 2024 года - игрок московского «Динамо» . В январе 2025 года перешла в самарские «Крылья Советов».
Игрок сборной Сербии.

## Достижения
Чемпионат Сербииen
- Чемпион (5): 2015/16, 2016/17, 2017/18, 2018/19, 2019/20
- серебряный призёр (2): 2011/12, 2014/15

## Клубная статистика
| Выступление      | Выступление      | Выступление      | Лига | Лига | Кубок | Кубок | Суперкубок | Суперкубок | Еврокубки | Еврокубки | Итого | Итого |
| Клуб             | Лига             | Сезон            | Игры | Голы | Игры  | Голы  | Игры       | Голы       | Игры      | Голы      | Игры  | Голы  |
| ---------------- | ---------------- | ---------------- | ---- | ---- | ----- | ----- | ---------- | ---------- | --------- | --------- | ----- | ----- |
| Црвена Звездаen  | высшая           | 2011/12          | —    | —    | —     | —     | —          | —          | —         | —         | 0     | 0     |
| Црвена Звездаen  | высшая           | 2012/13          | —    | —    | —     | —     | —          | —          | —         | —         | 0     | 0     |
| Црвена Звездаen  | высшая           | 2013/14          | 2    | 0    | —     | —     | —          | —          | —         | —         | 2     | 0     |
| Црвена Звездаen  | высшая           | 2014/15          | —    | —    | —     | —     | —          | —          | —         | —         | 0     | 0     |
| Црвена Звездаen  | Итого            | Итого            | 2    | 0    | —     | —     | —          | —          | —         | —         | 2     | 0     |
| Спартакen        | высшая           | 2015/16          | 9    | 5    | —     | —     | —          | —          | 1         | 0         | 10    | 5     |
| Спартакen        | высшая           | 2016/17          | 19   | 6    | —     | —     | —          | —          | —         | —         | 19    | 6     |
| Спартакen        | высшая           | 2017/18          | 14   | 4    | —     | —     | —          | —          | 3         | 0         | 17    | 4     |
| Спартакen        | высшая           | 2018/19          | 15   | 13   | —     | —     | —          | —          | 5         | 1         | 20    | 14    |
| Спартакen        | высшая           | 2019/20          | 14   | 6    | —     | —     | —          | —          | 5         | 5         | 19    | 11    |
| Спартакen        | высшая           | 2020/21          | 32   | 22   | —     | —     | —          | —          | 4         | 3         | 36    | 25    |
| Спартакen        | Итого            | Итого            | 103  | 56   | —     | —     | —          | —          | 18        | 9         | 121   | 65    |
| Рязань-ВДВ       | высшая           | 2021             | 6    | 0    | 1     | 0     | —          | —          | —         | —         | 7     | 0     |
| Рязань-ВДВ       | высшая           | 2022             | 19   | 2    | 2     | 0     | —          | —          | —         | —         | 21    | 2     |
| Рязань-ВДВ       | Итого            | Итого            | 25   | 2    | 3     | 0     | —          | —          | —         | —         | 28    | 2     |
| Динамо (Москва)  | высшая           | 2023             | 23   | 1    | 1     | 0     | —          | —          | —         | —         | 24    | 1     |
| Динамо (Москва)  | высшая           | 2024             | 21   | 0    | 2     | 0     | —          | —          | —         | —         | 23    | 0     |
| Динамо (Москва)  | Итого            | Итого            | 44   | 1    | 3     | 0     | —          | —          | —         | —         | 47    | 1     |
| Всего за карьеру | Всего за карьеру | Всего за карьеру | 174  | 59   | 6     | 0     | —          | —          | 18        | 9         | 198   | 68    |